# Wvdial
wvdial es una utilidad que ayuda a realizar conexiones a Internet basadas en módem y que se incluye en algunas distribuciones de GNU/Linux importantes.
wvdial es un marcador de Protocolo Punto-a-Punto: marca con un módem y comienza pppd en orden a conectar a Internet. La conexión comenzada con wvdial se puede dejar caer volviendo al terminal desde el que se comenzó y presionando Ctrl-C. wvdial utiliza la biblioteca wvstreams.
Cuando comienza wvdial, primero carga su configuración de /etc/wvdial.conf y ~/.wvdialrc, que contiene la información básica sobre el puerto del módem, velocidad, y cadena init (de inicialización), así como información sobre el ISP, como el número de teléfono, nombre de usuario y contraseña. 
Si /etc/wvdial.conf no está presente, la forma más fácil de crearlo es utilizar su utilidad de configuración wvdialconf .

## wvdialconf
wvdialconf es una utilidad no interactiva que ayuda a generar el archivo de configuración que necesita wvdial. wvdialconf detecta el módem, su velocidad baudio máxima y una buena cadena de inicialización y genera o actualiza el archivo de configuración de wvdial de acuerdo con esta información. 
Ejemplo: 
```
wvdialconf /etc/wvdial.conf
```

Aquí, /etc/wvdial.conf es el camino del archivo que se necesita crear o actualizar con los detalles que wvdialconf detecta.
El archivo de configuración creado con wvdialconf necesita además ser actualizado con otros detalles como su número de teléfono, username y contraseña de la conexión de Internet, para que wvdial pueda funcionar. 

## Interfaces gráficas
Hay algunas herramientas GUI que permiten el uso de wvdial:
- gnome-ppp[2]
- QtWvDialer
- KWvDial